# Capanna Cederna-Maffina
La capanna Cederna-Maffina è un bivacco del CAI sito a 2585 m s.l.m. in comune di Chiuro, nelle Alpi del Bernina facenti parte delle Alpi Retiche occidentali.

## Storia
La costruzione della capanna iniziò nel 1903 per volere del CAI valtellinese, grazie ad una donazione di Antonio Cederna (a cui il rifugio è cointitolato). L'edificio fu inaugurato il 31 luglio 1904, ma nel 1914 fu gravemente danneggiato ad opera di ignoti. A seguito di una ricostruzione, il rifugio fu nuovamente disponibile dal 1926 fino al danneggiamento del 1938. Solo nel 1980, grazie all’iniziativa della sezione valtellinese del CAI, la capanna tornò agibile. La denominazione fu ampliata per commemorare, oltre ad Antonio Cederna, anche i fratelli Fedele ed Antonio Maffina, tragicamente perito nel 1978 sul Dente di Coca, nelle Alpi Orobie.

## Caratteristiche
È situata in alta Val Forame, a breve distanza dal torrente Fontana. È una struttura in pietra con tetto rivestito in lamiera colorato a bande bianche e rosse.

## Accessi
L'accesso avviene da Alpe Campiascio (1680 m s.l.m.) in Val Fontana in 2.30h su sentiero di difficoltà valutabile in E. Il percorso segue il torrente Fontana attraversandolo diverse volte su ponti in legno. Arrivati in alta Val Forame si stacca sulla destra dal tracciato del torrente e sale verso la capanna superando balze erbose. Già da quota di circa 2300 m s.l.m. è visibile l'asta della bandiera posizionata vicina al rifugio, quest'ultimo invece è visibile solo negli ultimi metri del tragitto.

## Ascensioni
- Laghetto di Forame[7] (m. 2676) in ore 0.15
- Passo Forame (m. 2833)
- Pizzo Scalino[8] (m. 3323) in ore 3 EE/F
- Pizzo Painale (m. 3248) in ore 3.45 PD
- Pizzo di Canciano[9] (m. 3103) in ore 3 PD

## Galleria d'immagini

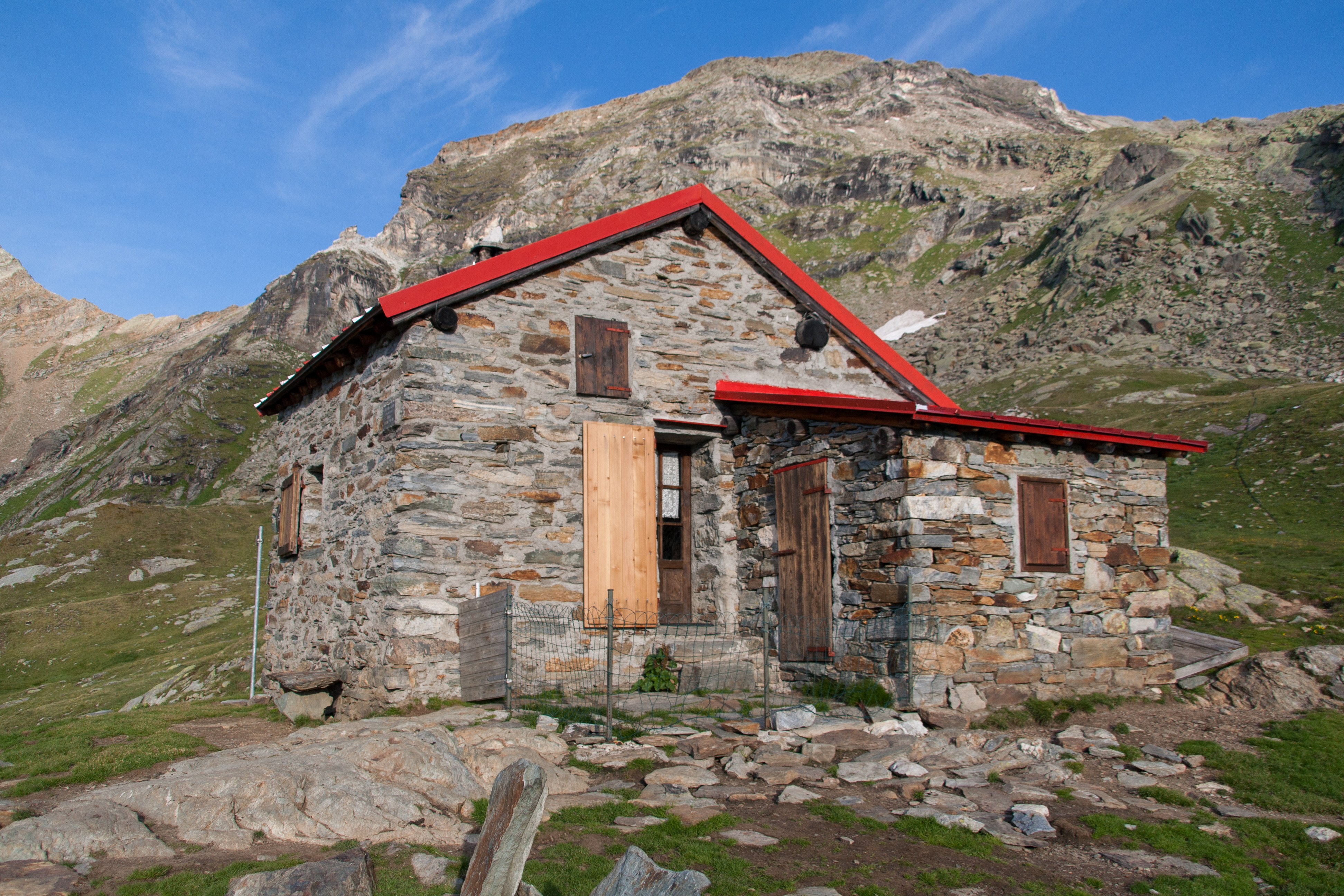
Vista della Capanna dopo i lavori del 2017
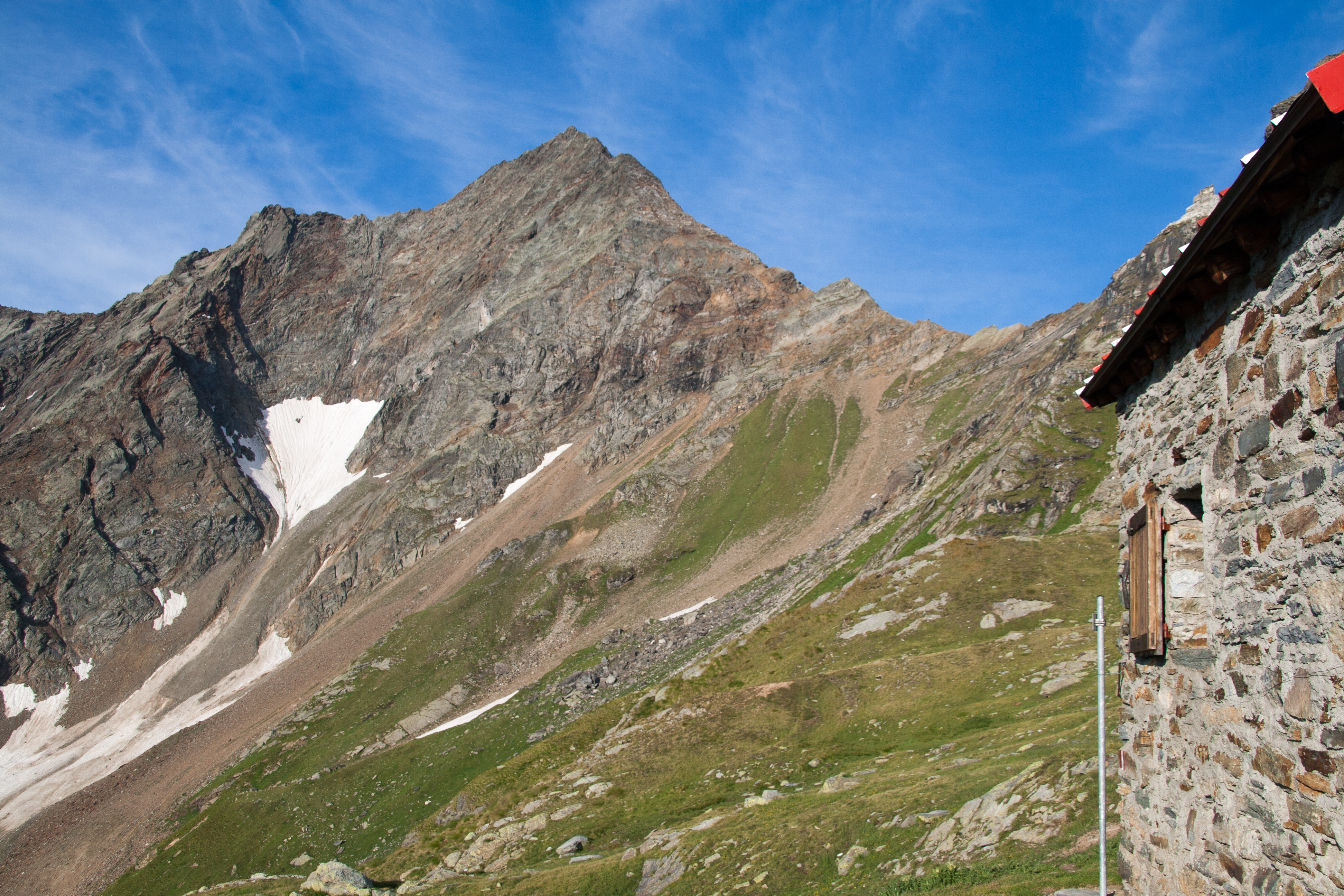
Pizzo Painale
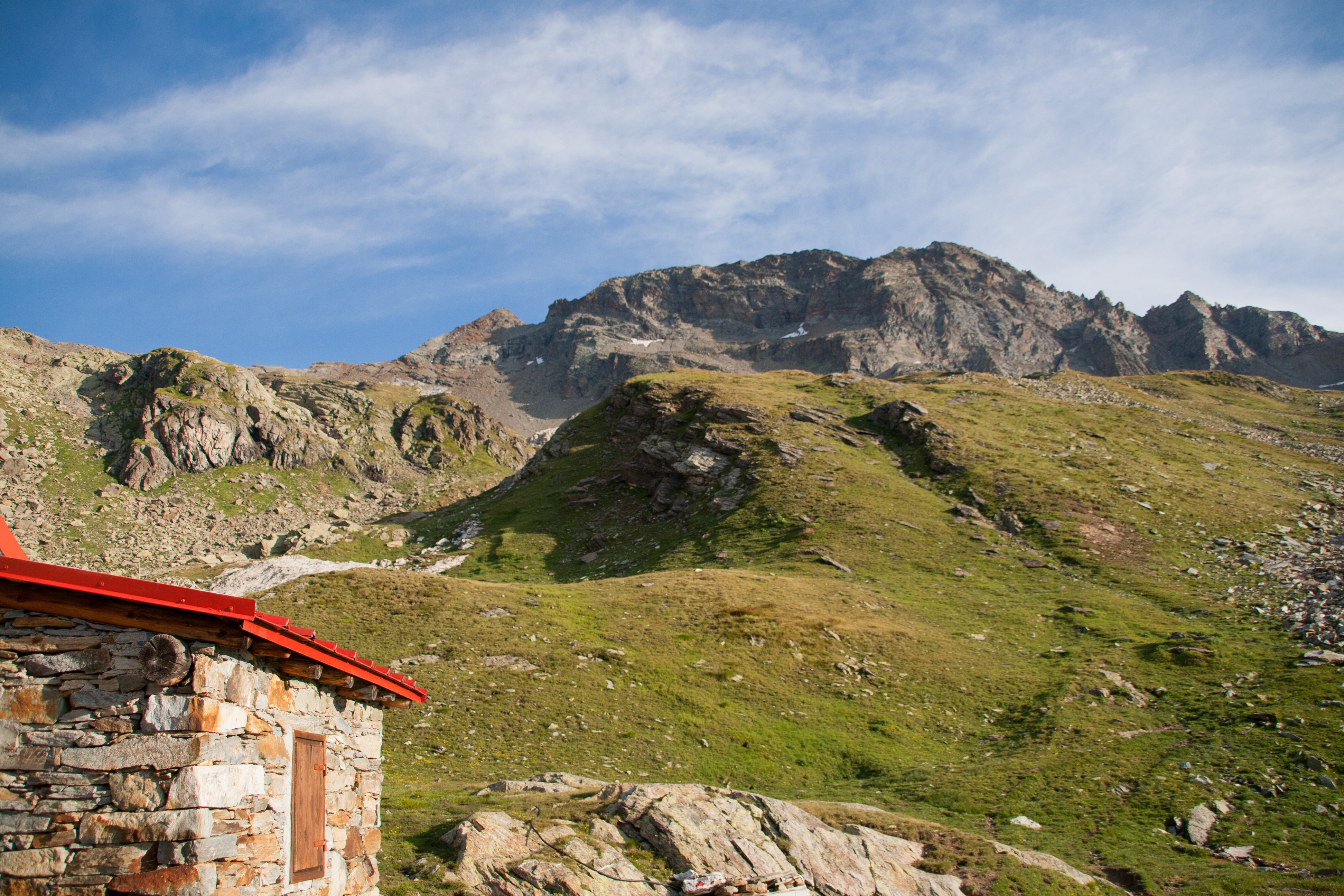
Cima di Val Fontana
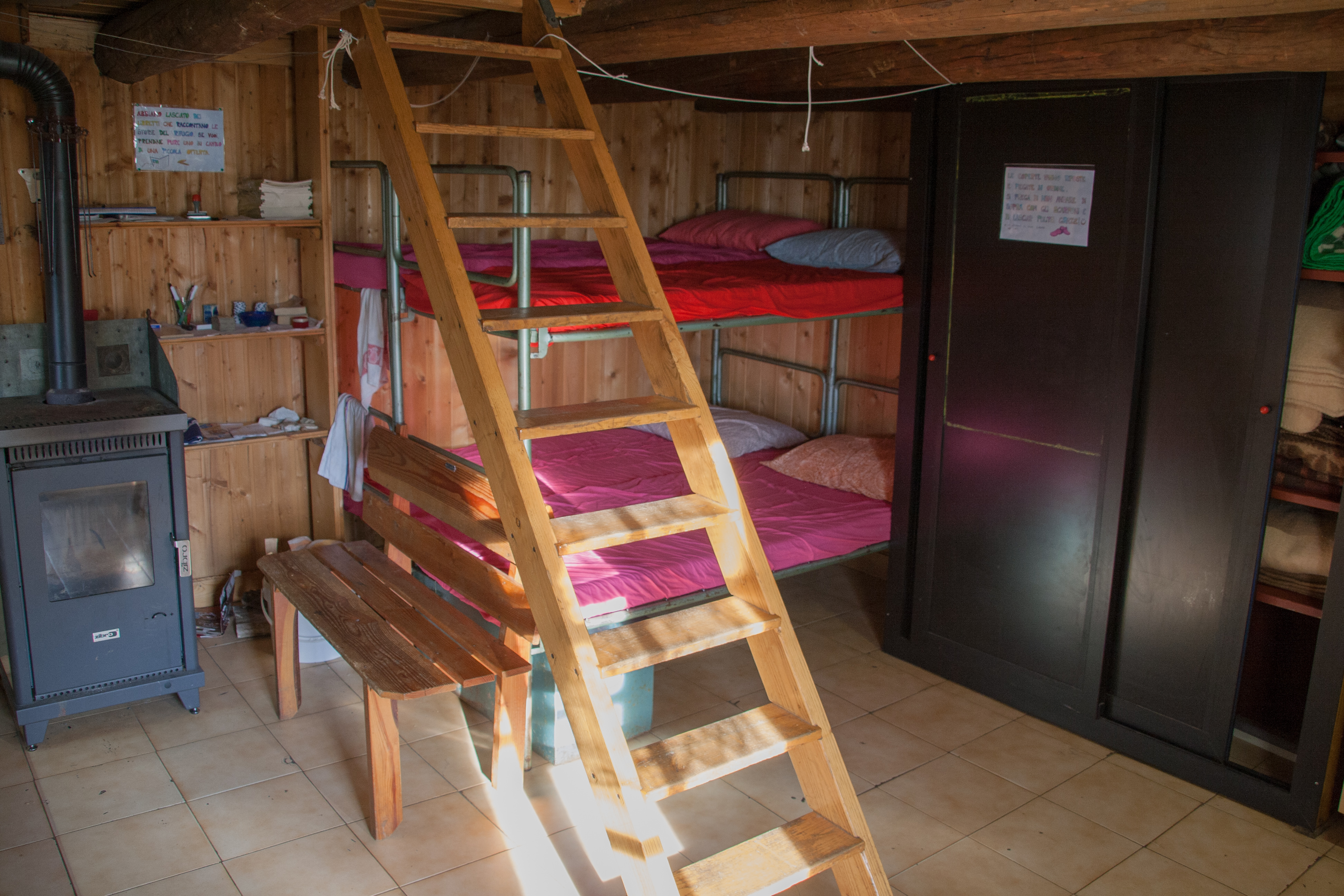
Letti piano terra
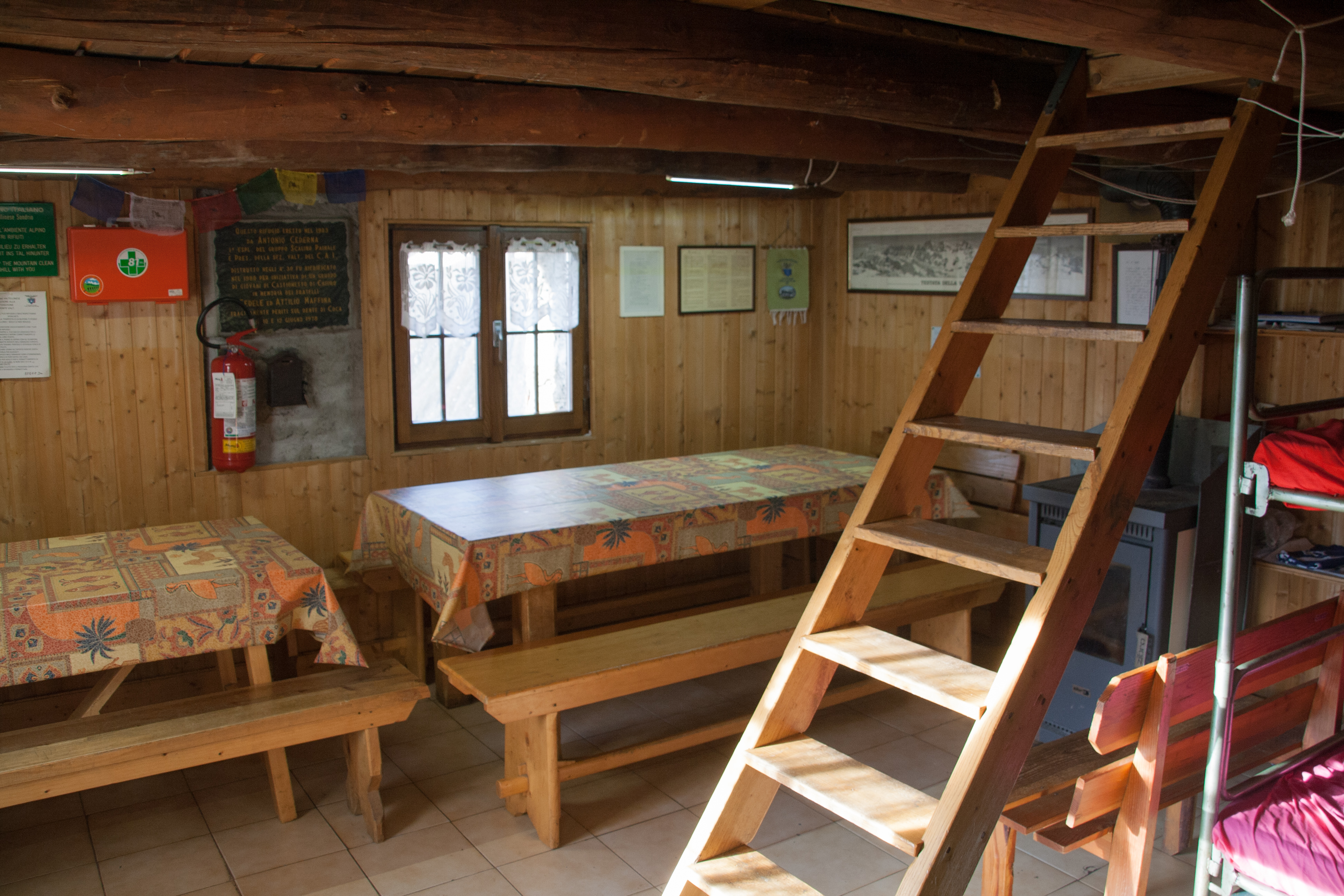
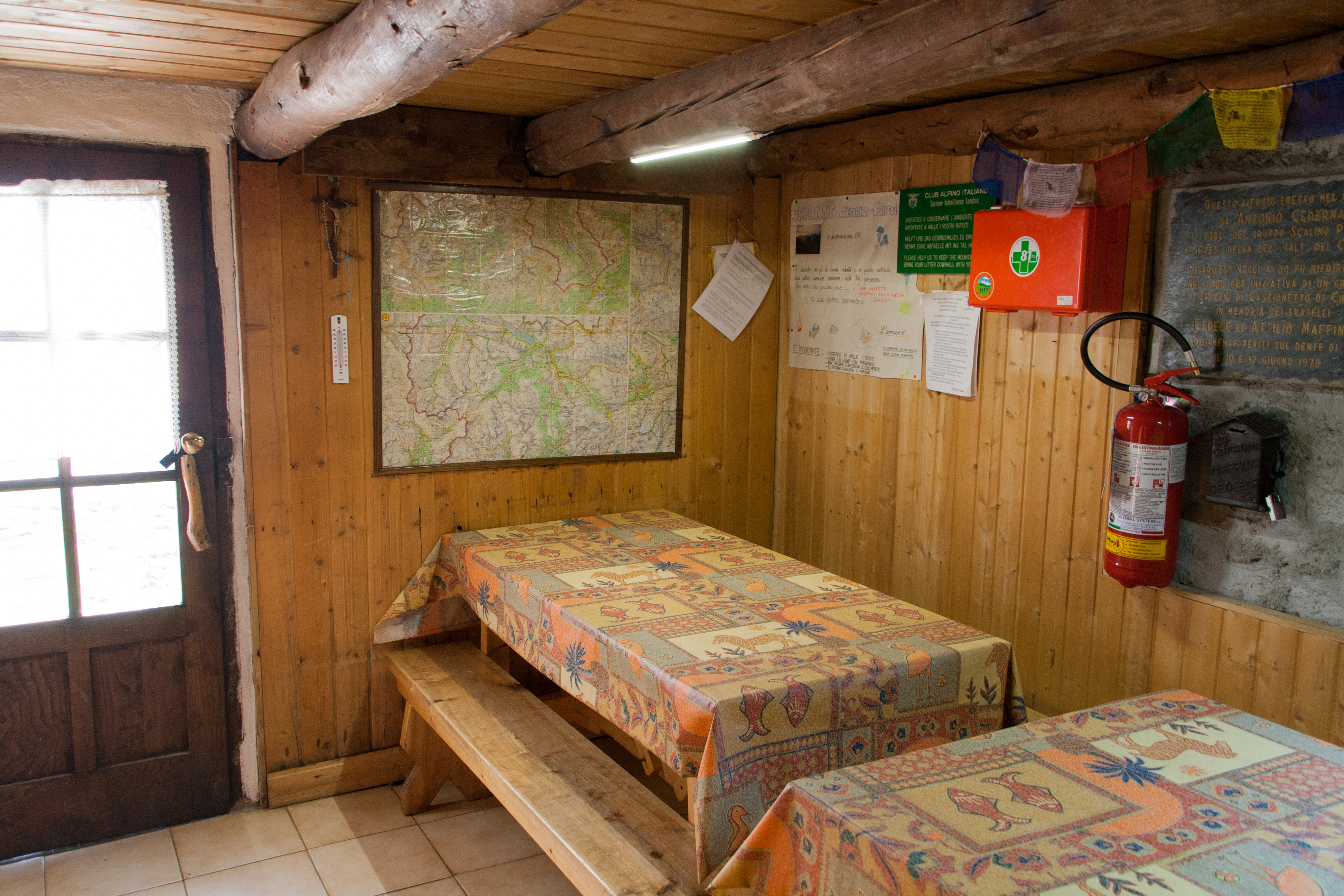
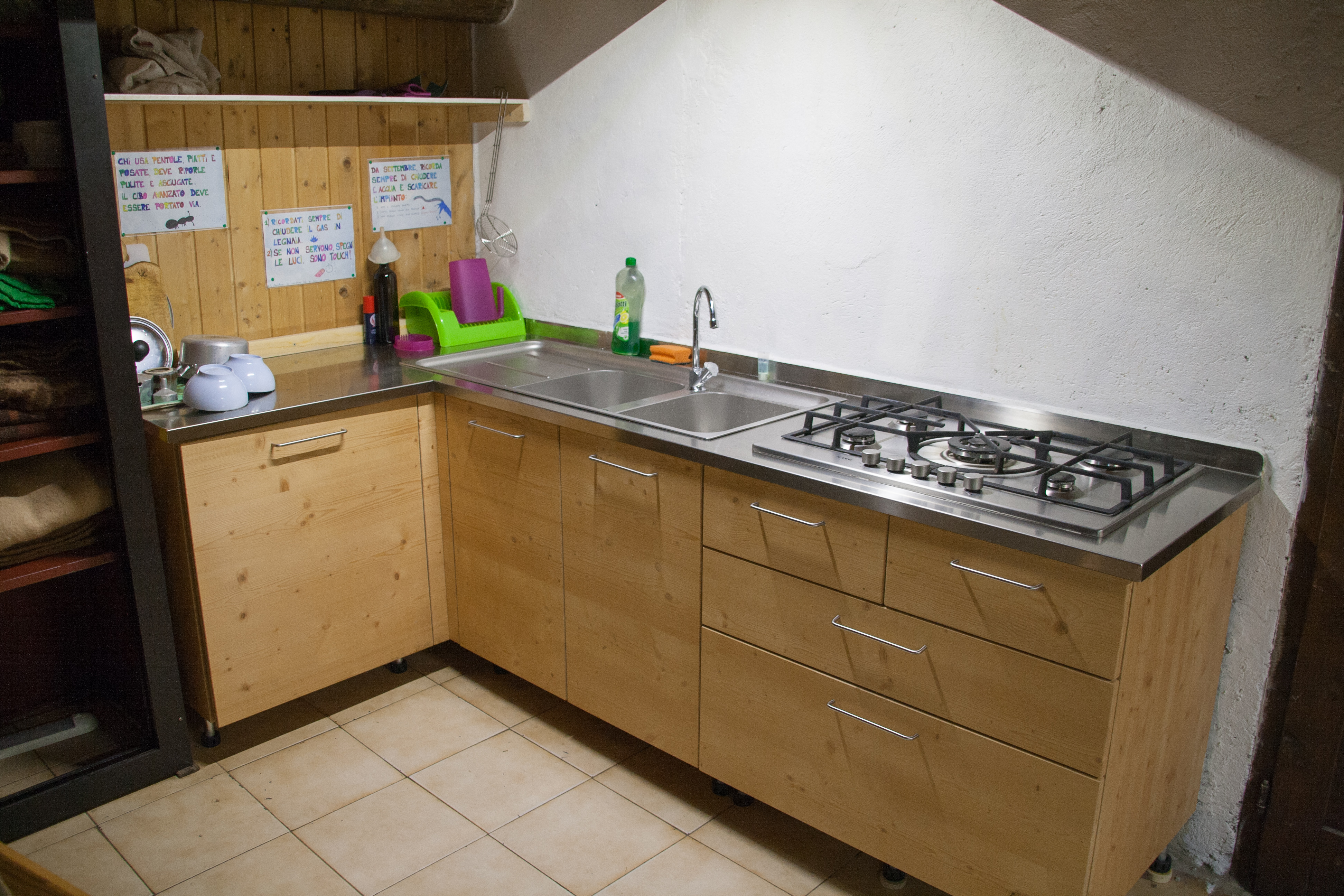
Cucina (post 2017)
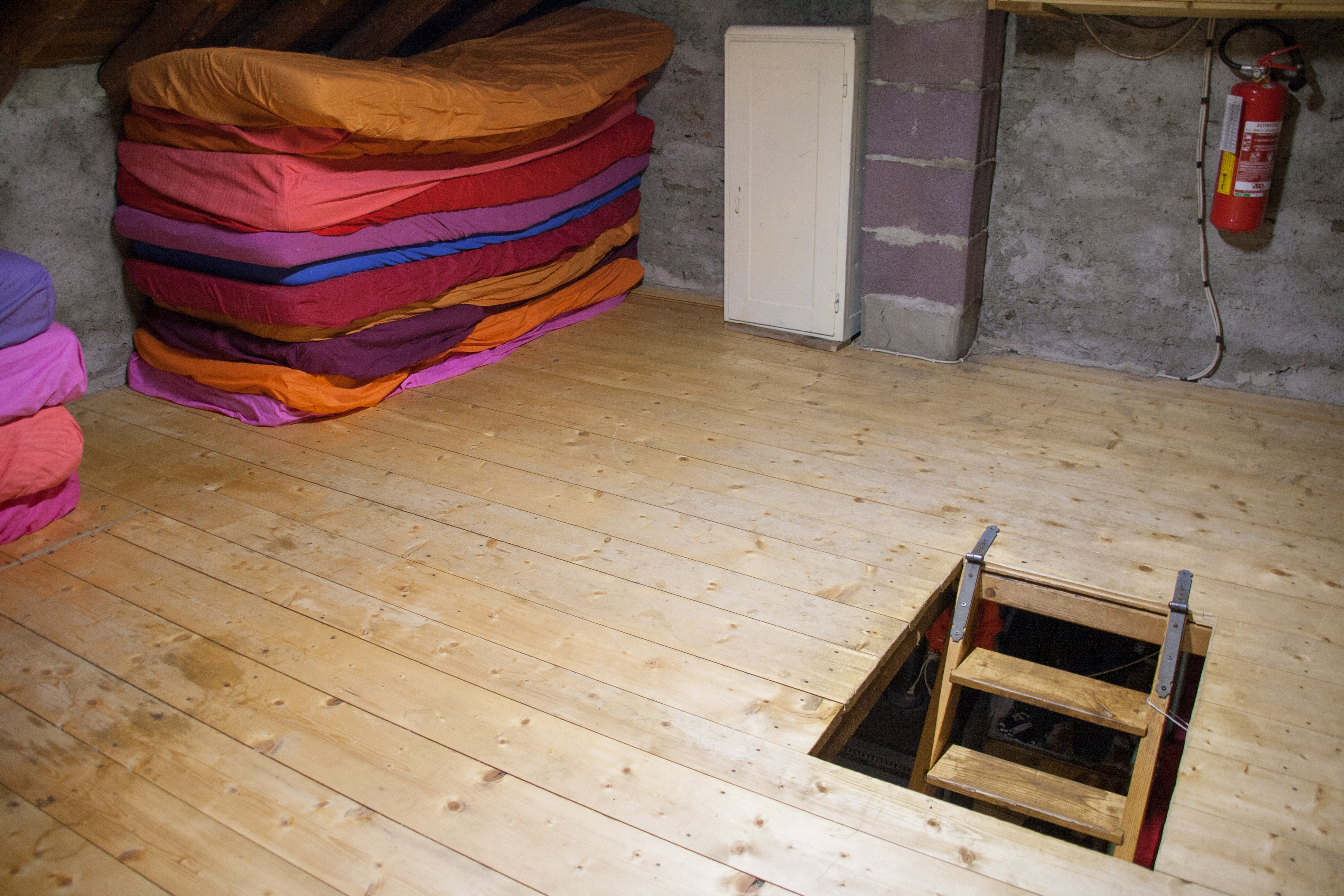
Piano superiore